# کوه ریچاردسون
کوه ریچاردسون (به لاتین: Mount Richardson) یک منطقهٔ مسکونی در نیوزیلند است که در کنتربری، نیوزیلند واقع شده‌است. کوه ریچاردسون ۱٬۰۴۷ متر بالاتر از سطح دریا واقع شده‌است.